# 容朱迪
容朱迪（Judy Yung，1954年2月8日—），1973年第一屆香港小姐亞軍，前無綫電視女藝員。當年容朱迪的參賽編號為28號。現已淡出娛樂圈，轉行做生意。
1976年一度離開無綫，1977年12月在孫泳恩穿針引線下簽約加盟佳藝電視出任遊戲節目主持人。
1978年4月離開佳藝電視重返無綫電視出任公關主任及幕前演出。
容朱迪1976年已婚，1977年與丈夫分居，1981年辭掉無綫公關工作並傳出第二次婚訊。

## 電視劇（無綫電視）
- 《藍與黑》 飾 陳秀美（1974）
- 《清宮殘夢》 飾 皇貴妃（1975）
- 《少年十五二十時》（1976）
- 《父子樂》(第2集) 飾 Ada（1978）
- 《孖生姊妹》 飾 店員（1978）
- 《一加一》(第6集 怨婦) 飾 單元女主角Rachel（1978）
- 《天虹》 飾 游倩媚（1979）
- 《四眼神探》(第3集)（1979）
- 《女人三十》 飾 楊莉莉（1979）
- 《網中人》 飾 主持人（1979）
- 《仁者無敵》（1980）
- 《他的一生》（1981）
- 《萬水千山總是情》 飾 客串（1982）
- 《歡樂長安》 飾 客串（1983）

## 主持
- 1977年《任你過關》（佳藝電視）
- 1978年《鏗鏘集：夜夜笙歌》（页面存档备份，存于）（香港電台電視部）

## 獎項
- 1973年度香港小姐亞軍

## 外部連結
- tvb.com 港姐競選專輯 容朱迪

| 前任： 蘇倩雯 | 香港小姐競選（無綫電視主辦）亞軍 1973年 | 繼任： 禤佩蓮（東方之珠選美會主辦） 杜茱迪（無綫電視主辦） |